# Юхан Яйк
Юхан Яйк (ест. Juhan Jaik; 13 січня 1899 — 10 грудня 1948, Стокгольм) — естонський письменник і журналіст.

## Біографія
Народився в садибі Сянна в волості Риуге, повіту Вирумаа.

Закінчив школу в 1913 році. У 1915 йому довелося покинути рідний дім з політичних причин через нібито змовницьку діяльність. З 1915 по 1917 рік жив у різних містах Волги. У 1917 році він повернувся до Естонії. Його ненадовго ув'язнили більшовики.
Брав участь у Естонській війні за незалежність. У 1920–1930-х рр. жив у Таллінні, працюючи журналістом та клерком. У 1936—1940 рр. був консультантом Міністерства освіти.

У 1941 р. під німецькою окупацією Естонії став редактором місцевої газети «Võrumaa Teataja». У 1944 році йому довелося втекти до Швеції через Німеччину та Францію перед наступаючою Червоною армією. Він оселився поблизу Норрчепінга.
Помер у парафії Стора Мальм, муніципалітет Катрінегольм, у 1948 р. У 1990 році його прах було повернуто в Естонію та похоронено на цвинтарі Рахумяе в Таллінському районі Нимме.
Юхан Яйк був популярним молодіжним письменником у міжвоєнний час та одним з найважливіших представників естонського дитячого театру. У 1926 році вступив до Спілки письменників Естонії. Він також писав популярні вірші та оповідання. Особливою популярністю користувались його народні казки з рідного регіону Вирумаа на півдні Естонії. Вони з'явилися в 1924 і 1933 роках під назвою Võrumaa jutud. Його фантастичні, захоплюючі та домашні історії надихали Естонію аж до початку Другої світової війни. Він також перекладав з російської мови, зокрема твори Максима Горького та Лева Успенського.